# Japan Soccer League 1985-1986
La stagione 1985-1986 è stata la ventunesima edizione della Japan Soccer League, massimo livello del campionato giapponese di calcio.

## Avvenimenti

### Antefatti
Per effetto dell'annullamento delle retrocessioni nella stagione precedente, il numero delle squadre partecipanti fu aumentato a dodici in entrambe le divisioni. La massima serie vedrà il ripristino delle retrocessioni, stavolta dirette e riguardanti le ultime due classificate, nonché la possibilità per la squadra vincitrice di disputare il Campionato d'Asia per club
Il secondo raggruppamento subì un'importante modifica regolamentare che prevedeva la divisione del lotto delle partecipanti in due gironi basati sulla collocazione geografica delle squadre (est ed ovest). Le prime tre classificate si sarebbero qualificate ad un girone in cui le prime due avrebbero ottenuto la promozione, mentre le ultime tre a dei raggruppamenti (ripartiti allo stesso modo dei gironi del primo turno); al termine di quest'ultima fase le squadre si sarebbero affrontate in dei playoff per definirne la posizione in classifica, mentre le ultime due di ciascun raggruppamento retrocederanno nei campionati regionali. Quest'ultima regola, tuttavia, verrà applicata solo a partire dalla stagione successiva in previsione di un ulteriore allargamento dei quadri.
La manifestazione, il cui periodo di svolgimento fu spostato nell'arco di tempo fra autunno e primavera, avrà per la prima volta uno slogan e un testimonial (in quell'occasione il comico Sanma Akashiya). Per quanto riguarda i giocatori, il Nissan Motors includerà nella propria rosa il giovane Shigetatsu Matsunaga mentre lo Yomiuri farà debuttare in rosa Shirō Kikuhara, che entrando in campo in occasione di un incontro con il Fujita (nome assunto dal Fujita Kogyo a inizio stagione, in concomitanza di un riassetto societario che vedrà anche una modifica dei colori sociali) diverrà l'esordiente più giovane del torneo (16 anni). Il Furukawa Electric affiderà il proprio centrocampo al debuttante Kazuo Echigo, mentre la matricola ANA Yokohama includerà alcuni giocatori (fra cui Ryosuke Ofuchi e Masaaki Katō) tesserandoli con dei contratti simili a quelli per i professionisti già erogati da Yomiuri e Nissan Motors

### Il campionato
Il campionato, iniziato il 6 settembre 1985 come da disposizioni del nuovo regolamento, vide dopo nove anni l'affermazione del Furukawa Electric che ottenne il suo secondo titolo nazionale distanziando notevolmente le altre avversarie, in cui figuravano il Nippon Kokan e l'Honda Motor, seconde a pari merito con la prima avvantaggiata dalla miglior differenza reti. Anonimo fu invece il campionato delle due protagoniste delle edizioni precedenti, favorite anche dalla notevole presenza di calciatori vincolati da contratti simili a quelli previsti per i calciatori professionisti: se il Nissan Motors non andò oltre a un piazzamento di media classifica (con l'allenatore Shū Kamo che abbandonò provvisoriamente l'incarico in favore di Tamotsu Suzuki), lo Yomiuri si ritrovò impelagato nella lotta per non retrocedere assieme allo Yanmar Diesel rimasto orfano di Kunishige Kamamoto.
Entrambe le squadre otterranno, infine, una stentata salvezza a spese delle due neopromosse, fra l'altro all'esordio assoluto in massima divisione. Particolarmente travagliato fu il campionato dell'ANA Yokohama: le evidenti disparità di trattamento tra i giocatori legati da un contratto simile a quello professionistico e quelli tesserati come impiegati causeranno delle situazioni di malcontento all'interno della rosa che ne pregiudicheranno il rendimento (la squadra non sarà mai in grado di lottare per la retrocessione, risultando fuori dai giochi con alcune settimane di anticipo) e sfoceranno in una sciopero, messo in atto da alcuni calciatori durante il match valevole per l'ultima giornata.
Nel secondo raggruppamento il Matsushita Electric dominò entrambe le fasi, ottenendo la prima promozione in massima serie senza incontrare eccessive difficoltà. Seguì il Mazda, che dopo aver conseguito la qualificazione al girone finale a spese del Nippon Steel, distanziò Toshiba e Kofu Club ottenendo il ritorno in massima serie dopo tre anni di assenza.

## Squadre

### Profili
Division 1
| Club partecipanti | Club partecipanti | Città     | Stagione 1984                            |
| ----------------- | ----------------- | --------- | ---------------------------------------- |
| ANA Yokohama      | dettagli          | Yokohama  | 2° in JSL Division 2 (promosso)          |
| Fujita            | dettagli          | Tokyo     | 6° in JSL Division 1 (come Fujita Kogyo) |
| Furukawa Electric | dettagli          | Yokohama  | 4° in JSL Division 1                     |
| Hitachi           | dettagli          | Koganei   | 10° in JSL Division 1                    |
| Honda Motor       | dettagli          | Hamamatsu | 5° in JSL Division 1                     |
| Mitsubishi HI     | dettagli          | Tokyo     | 7° in JSL Division 1                     |
| Nippon Kokan      | dettagli          | Kawasaki  | 8° in JSL Division 1                     |
| Nissan Motors     | dettagli          | Yokohama  | 2° in JSL Division 1                     |
| Sumitomo Metals   | dettagli          | Kashima   | 1° in JSL Division 2 (promosso)          |
| Yamaha Motors     | dettagli          | Iwata     | 3° in JSL Division 1                     |
| Yanmar Diesel     | dettagli          | Osaka     | 9° in JSL Division 1                     |
| Yomiuri           | dettagli          | Tokyo     | Campione del Giappone                    |

Division 2
| Club partecipanti   | Club partecipanti | Città      | Stagione 1984                       |
| ------------------- | ----------------- | ---------- | ----------------------------------- |
| Fujitsu             | dettagli          | Kawasaki   | 7° in JSL Division 2                |
| Kofu Club           | dettagli          | Kōfu       | 10° in JSL Division 2               |
| Kyoto Police        | dettagli          | Kyoto      | 2° nei playoff regionali (promosso) |
| Matsushita Electric | dettagli          | Osaka      | 3° in JSL Division 2                |
| Mazda               | dettagli          | Hiroshima  | 6° in JSL Division 2                |
| Nippon Steel        | dettagli          | Kitakyūshū | 9° in JSL Division 2                |
| Osaka Gas           | dettagli          | Osaka      | 4° nei playoff regionali (promosso) |
| Seino               | dettagli          | Gifu       | 1° nei playoff regionali (promosso) |
| Tanabe Pharma       | dettagli          | Osaka      | 5° in JSL Division 2                |
| TDK                 | dettagli          | Nikaho     | 3° nei playoff regionali (promosso) |
| Toshiba             | dettagli          | Kawasaki   | 4° in JSL Division 2                |
| Toyota Motors       | dettagli          | Susono     | 8° in JSL Division 2                |

### Allenatori
Division 1
| Club              | Allenatore                                 |
| ----------------- | ------------------------------------------ |
| ANA Yokohama      | Naoki Kurimoto                             |
| Fujita            | Hidemitsu Hanaoka                          |
| Furukawa Electric | Eijun Kiyokumo                             |
| Hitachi           | Yoshikazu Nagaoka                          |
| Honda Motor       | Masakatsu Miyamoto                         |
| Mitsubishi HI     | Kuniya Daini                               |
| Nippon Kokan      | Yoshimasa Fukumura                         |
| Nissan Motors     | Shū Kamo (1ª-10ª) Tamotsu Suzuki (11ª-22ª) |
| Sumitomo Metals   | Atsushi Nomiyama                           |
| Yamaha Motors     | Ryūichi Sugiyama                           |
| Yanmar Diesel     | Kuniya Mita                                |
| Yomiuri           | Rudi Gutendorf                             |

Division 2
| Club                | Allenatore      |
| ------------------- | --------------- |
| Fujitsu             | Mitsuo Fuke     |
| Kofu Club           | Kenji Tahara    |
| Kyoto Police        | Sconosciuto     |
| Matsushita Electric | Yoji Mizuguchi  |
| Mazda               | Kazuo Imanishi  |
| Nippon Steel        | Hisao Kaneko    |
| Osaka Gas           | Sconosciuto     |
| Seino               | Sconosciuto     |
| Tanabe Pharma       | Yoshiyuki Ogino |
| TDK                 | Sconosciuto     |
| Toshiba             | Tadao Ōnishi    |
| Toyota Motors       | Kenji Soga      |

## Classifiche finali

### JSL Division 1
|                     | Pos. | Squadra           | Pt | G  | V  | N  | P  | GF | GS | DR  |
| ------------------- | ---- | ----------------- | -- | -- | -- | -- | -- | -- | -- | --- |
| Giappone (bandiera) | 1.   | Furukawa Electric | 35 | 22 | 15 | 5  | 2  | 40 | 15 | +25 |
|                     | 2.   | Nippon Kokan      | 28 | 22 | 13 | 2  | 7  | 39 | 22 | +17 |
|                     | 3.   | Honda Motor       | 28 | 22 | 8  | 12 | 2  | 30 | 20 | +10 |
|                     | 4.   | Fujita            | 26 | 22 | 9  | 8  | 5  | 31 | 17 | +14 |
|                     | 5.   | Nissan Motors     | 24 | 22 | 8  | 8  | 6  | 23 | 29 | -6  |
|                     | 6.   | Yamaha Motors     | 23 | 22 | 9  | 5  | 8  | 20 | 21 | -1  |
|                     | 7.   | Mitsubishi HI     | 22 | 22 | 8  | 6  | 8  | 29 | 19 | +10 |
|                     | 8.   | Hitachi           | 21 | 22 | 8  | 5  | 9  | 26 | 33 | -7  |
|                     | 9.   | Yomiuri           | 19 | 22 | 7  | 5  | 10 | 28 | 31 | -3  |
|                     | 10.  | Yanmar Diesel     | 18 | 22 | 6  | 6  | 10 | 20 | 27 | -7  |
|                     | 11.  | Sumitomo Metals   | 15 | 22 | 6  | 3  | 13 | 21 | 32 | -11 |
|                     | 12.  | ANA Yokohama      | 5  | 22 | 2  | 1  | 19 | 16 | 57 | -41 |

Legenda:

      Campione del Giappone e ammessa al Campionato d'Asia per club 1986

      Retrocesse in Japan Soccer League Division 2 1986-87

Note:
Due punti a vittoria, uno a pareggio, zero a sconfitta.

### JSL Division 2

#### Primo turno
Girone est
|  | Pos. | Squadra       | Pt | G  | V | N | P | GF | GS | DR  |
|  | ---- | ------------- | -- | -- | - | - | - | -- | -- | --- |
|  | 1.   | Toyota Motors | 17 | 10 | 8 | 1 | 1 | 23 | 6  | +17 |
|  | 2.   | Toshiba       | 13 | 10 | 6 | 1 | 3 | 12 | 7  | +5  |
|  | 3.   | Kofu Club     | 10 | 10 | 5 | 0 | 5 | 22 | 16 | +6  |
|  | 4.   | Fujitsu       | 10 | 10 | 4 | 2 | 4 | 16 | 12 | +4  |
|  | 5.   | Seino         | 8  | 10 | 3 | 2 | 5 | 13 | 21 | -8  |
|  | 6.   | TDK           | 2  | 10 | 0 | 2 | 8 | 10 | 34 | -24 |

Girone ovest
|  | Pos. | Squadra             | Pt | G  | V | N | P | GF | GS | DR  |
|  | ---- | ------------------- | -- | -- | - | - | - | -- | -- | --- |
|  | 1.   | Matsushita Electric | 18 | 10 | 8 | 2 | 0 | 26 | 6  | +20 |
|  | 2.   | Tanabe Pharma       | 13 | 10 | 6 | 1 | 3 | 13 | 8  | +5  |
|  | 3.   | Mazda               | 12 | 10 | 5 | 2 | 3 | 14 | 10 | +4  |
|  | 4.   | Nippon Steel        | 11 | 10 | 5 | 1 | 4 | 18 | 9  | +9  |
|  | 5.   | Kyoto Police        | 4  | 10 | 2 | 0 | 8 | 3  | 28 | -25 |
|  | 6.   | Osaka Gas           | 2  | 10 | 1 | 0 | 9 | 8  | 21 | -13 |

Legenda:

      Ammessa al gruppo promozione
Note:
Due punti a vittoria, uno a pareggio, zero a sconfitta.
Il Kofu Club avanzò di turno in virtù di una miglior differenza reti rispetto a quella del Fujitsu

#### Secondo turno
Gruppo promozione
|  | Pos. | Squadra             | Pt | G  | V | N | P | GF | GS | DR  |
|  | ---- | ------------------- | -- | -- | - | - | - | -- | -- | --- |
|  | 1.   | Matsushita Electric | 17 | 10 | 8 | 1 | 1 | 23 | 6  | +17 |
|  | 2.   | Mazda               | 13 | 10 | 6 | 1 | 3 | 12 | 7  | +5  |
|  | 3.   | Toshiba             | 10 | 10 | 5 | 0 | 5 | 22 | 16 | +6  |
|  | 4.   | Kofu Club           | 10 | 10 | 4 | 2 | 4 | 16 | 12 | +4  |
|  | 5.   | Tanabe Pharma       | 8  | 10 | 3 | 2 | 5 | 13 | 21 | -8  |
|  | 6.   | Toyota Motors       | 2  | 10 | 0 | 2 | 8 | 10 | 34 | -24 |

Gruppo retrocessione (est)
|  | Pos. | Squadra | Pt | G | V | N | P | GF | GS | DR  |
|  | ---- | ------- | -- | - | - | - | - | -- | -- | --- |
|  | 1.   | Fujitsu | 8  | 4 | 4 | 0 | 0 | 17 | 2  | +15 |
|  | 2.   | Seino   | 3  | 4 | 1 | 1 | 2 | 5  | 8  | -3  |
|  | 3.   | TDK     | 1  | 4 | 0 | 1 | 3 | 2  | 14 | -12 |

Gruppo retrocessione (ovest)
|  | Pos. | Squadra      | Pt | G | V | N | P | GF | GS | DR |
|  | ---- | ------------ | -- | - | - | - | - | -- | -- | -- |
|  | 1.   | Nippon Steel | 7  | 4 | 3 | 1 | 0 | 9  | 2  | +7 |
|  | 2.   | Kyoto Police | 3  | 4 | 1 | 1 | 2 | 4  | 7  | -3 |
|  | 3.   | Osaka Gas    | 2  | 4 | 1 | 0 | 3 | 6  | 10 | -4 |

Legenda:

      Promossa in Japan Soccer League Division 1 1986-87
Note:
Due punti a vittoria, uno a pareggio, zero a sconfitta.

## Risultati

### Tabellone
Division 1
|                   | Fur  | Nkk  | Hon  | Fuj  | Nis  | Yam  | MHI  | Hit  | Yom  | Yan  | Sum  | ANA  |
| ----------------- | ---- | ---- | ---- | ---- | ---- | ---- | ---- | ---- | ---- | ---- | ---- | ---- |
| Furukawa Electric | –––– | 1-0  | 2-1  | 1-0  | 2-2  | 3-0  | 1-0  | 2-0  | 1-0  | 2-0  | 0-1  | 2-1  |
| Nippon Kokan      | 2-0  | –––– | 3-1  | 0-4  | 1-0  | 0-1  | 0-0  | 4-0  | 2-1  | 3-1  | 1-0  | 2-1  |
| Honda Motor       | 0-0  | 1-1  | –––– | 2-2  | 1-0  | 1-0  | 1-0  | 3-3  | 2-2  | 3-1  | 0-0  | 4-0  |
| Fujita            | 0-0  | 0-1  | 2-2  | –––– | 0-0  | 0-2  | 0-1  | 2-0  | 3-0  | 0-0  | 2-0  | 2-0  |
| Nissan Motors     | 0-4  | 0-3  | 1-1  | 1-0  | –––– | 2-2  | 0-6  | 2-0  | 1-0  | 0-2  | 3-2  | 1-1  |
| Yamaha Motors     | 1-1  | 2-1  | 0-0  | 2-2  | 0-1  | –––– | 2-1  | 1-0  | 0-2  | 0-0  | 0-1  | 3-1  |
| Mitsubishi HI     | 0-0  | 2-0  | 1-2  | 2-2  | 1-2  | 1-0  | –––– | 0-2  | 1-1  | 0-1  | 2-0  | 2-1  |
| Hitachi           | 2-4  | 1-5  | 0-0  | 0-1  | 0-0  | 1-0  | 1-1  | –––– | 3-1  | 1-0  | 2-1  | 2-1  |
| Yomiuri           | 1-4  | 2-0  | 0-0  | 2-3  | 0-0  | 2-0  | 1-1  | 3-2  | –––– | 0-1  | 2-3  | 3-1  |
| Yanmar Diesel     | 1-3  | 3-2  | 2-2  | 0-0  | 1-2  | 1-2  | 0-1  | 1-1  | 1-0  | –––– | 0-0  | 2-3  |
| Sumitomo Metals   | 2-3  | 1-2  | 0-2  | 0-3  | 2-2  | 0-1  | 1-0  | 1-2  | 2-3  | 1-0  | –––– | 3-0  |
| ANA Yokohama      | 1-4  | 0-6  | 0-1  | 1-3  | 0-3  | 0-1  | 1-6  | 0-3  | 0-2  | 1-2  | 2-0  | –––– |

Division 2 (gruppo est)
|               | Tom  | Tos  | Kof  | Fuj  | Sei  | TDK  |
| ------------- | ---- | ---- | ---- | ---- | ---- | ---- |
| Toyota Motors | –––– | 1-0  | 4-0  | 2-1  | 2-0  | 5-0  |
| Toshiba       | 1-0  | –––– | 3-1  | 0-2  | 1-2  | 1-0  |
| Kofu Club     | 2-4  | 0-1  | –––– | 2-0  | 2-0  | 5-2  |
| Fujitsu       | 0-0  | 1-2  | 2-0  | –––– | 4-1  | 4-2  |
| Seino         | 1-2  | 0-0  | 0-5  | 2-1  | –––– | 3-3  |
| TDK           | 1-3  | 0-3  | 0-5  | 1-1  | 1-4  | –––– |

Division 2 (gruppo ovest)
|                     | Mat  | Tan  | Maz  | Nip  | Kyo  | Osa  |
| ------------------- | ---- | ---- | ---- | ---- | ---- | ---- |
| Matsushita Electric | –––– | 1-1  | 1-1  | 3-1  | 5-0  | 4-1  |
| Tanabe Pharma       | 0-1  | –––– | 1-0  | 0-3  | 4-0  | 1-0  |
| Mazda               | 1-3  | 0-1  | –––– | 1-1  | 3-0  | 2-1  |
| Nippon Steel        | 0-1  | 3-0  | 0-1  | –––– | 5-0  | 2-1  |
| Kyoto Police        | 0-5  | 0-2  | 1-2  | 1-0  | –––– | 1-0  |
| Osaka Gas           | 1-2  | 0-3  | 1-3  | 1-3  | 2-0  | –––– |

Division 2 (gruppo promozione)
|                     | Mat  | Maz  | Tos  | Kof  | Tan  | Tom  |
| ------------------- | ---- | ---- | ---- | ---- | ---- | ---- |
| Matsushita Electric | –––– | 3-1  | 1-0  | 1-1  | 1-0  | 1-1  |
| Mazda               | 3-1  | –––– | 2-2  | 1-0  | 1-1  | 3-0  |
| Toshiba             | 0-1  | 1-0  | –––– | 2-0  | 0-1  | 4-0  |
| Kofu Club           | 0-0  | 0-0  | 1-0  | –––– | 0-2  | 0-3  |
| Tanabe Pharma       | 0-0  | 1-1  | 1-2  | 0-2  | –––– | 2-2  |
| Toyota Motors       | 1-2  | 1-1  | 1-1  | 1-3  | 2-1  | –––– |

Division 2 (gruppo retrocessione est)
|         | Fuj  | Sei  | TDK  |
| ------- | ---- | ---- | ---- |
| Fujitsu | –––– | 4-1  | 7-1  |
| Seino   | 0-3  | –––– | 1-1  |
| TDK     | 0-3  | 0-3  | –––– |

Division 2 (gruppo retrocessione ovest)
|              | Nip  | Kyp  | Osa  |
| ------------ | ---- | ---- | ---- |
| Nippon Steel | –––– | 0-0  | 3-0  |
| Kyoto Police | 1-2  | –––– | 1-4  |
| Osaka Gas    | 1-4  | 1-2  | –––– |

### Playoff Division 2 (7º-12º posto)
|           |     |              | Città e data               |
| --------- | --- | ------------ | -------------------------- |
| Fujitsu   | 0-1 | Nippon Steel | Toyohashi, 26 ottobre 1985 |
| Seino     | 1-0 | Kyoto Police | ottobre 1985               |
| Osaka Gas | 1-0 | TDK          | ottobre 1985               |

## Statistiche

### Classifiche di rendimento
| Division 1 \| Casa \| Casa \| Trasferta \| Trasferta \| \| \| \| \| \| \| Furukawa Electric \| 19 \| Furukawa Electric \| 16 \| \| Nippon Kokan \| 17 \| Fujita \| 14 \| \| Honda Motor \| 16 \| Nissan Motors \| 13 \| \| Hitachi \| 13 \| Honda Motor \| 12 \| \| Fujita \| 12 \| Nippon Kokan \| 11 \| \| Yamaha Motors \| 12 \| Yamaha Motors \| 11 \| \| Nissan Motors \| 11 \| Mitsubishi HI \| 11 \| \| Yomiuri \| 11 \| Yanmar Diesel \| 10 \| \| Mitsubishi HI \| 11 \| Hitachi \| 8 \| \| Yanmar Diesel \| 8 \| Yomiuri \| 8 \| \| Sumitomo Metals \| 7 \| Sumitomo Metals \| 8 \| \| ANA Yokohama \| 2 \| ANA Yokohama \| 3 \| |      |                   |           |
| Casa | Casa | Trasferta         | Trasferta |
| |      |                   |           |
| Furukawa Electric | 19   | Furukawa Electric | 16        |
| Nippon Kokan | 17   | Fujita            | 14        |
| Honda Motor | 16   | Nissan Motors     | 13        |
| Hitachi | 13   | Honda Motor       | 12        |
| Fujita | 12   | Nippon Kokan      | 11        |
| Yamaha Motors | 12   | Yamaha Motors     | 11        |
| Nissan Motors | 11   | Mitsubishi HI     | 11        |
| Yomiuri | 11   | Yanmar Diesel     | 10        |
| Mitsubishi HI | 11   | Hitachi           | 8         |
| Yanmar Diesel | 8    | Yomiuri           | 8         |
| Sumitomo Metals | 7    | Sumitomo Metals   | 8         |
| ANA Yokohama | 2    | ANA Yokohama      | 3         |

### Primati stagionali
| Record della Division 1 - Maggior numero di vittorie: Furukawa Electric (15) - Minor numero di sconfitte: Furukawa Electric e Honda Motor (2) - Miglior attacco: Furukawa Electric (40) - Miglior difesa': Furukawa Electric (15) - Miglior differenza reti: Furukawa Electric (+25) - Maggior numero di pareggi: Honda Motor (12) - Minor numero di pareggi: ANA Yokohama (2) - Maggior numero di sconfitte: ANA Yokohama (19) - Minor numero di vittorie: ANA Yokohama (2) - Peggior attacco: ANA Yokohama (16) - Peggior difesa: ANA Yokohama (57) - Peggior differenza reti: ANA Yokohama (-41) | Record della Division 2 - Maggior numero di vittorie: Matsushita Electric (13) - Minor numero di sconfitte: Matsushita Electric (1) - Miglior attacco: Matsushita Electric (37) - Miglior differenza reti: Matsushita Electric (+20) - Maggior numero di pareggi: Mazda (7) - Minor numero di pareggi: Osaka Gas (0) - Maggior numero di sconfitte: Osaka Gas (12) - Minor numero di vittorie: TDK (0) - Peggior attacco: Kyoto Police (7) - Peggior differenza reti: TDK (-24) |

### Classifica marcatori
| Gol |  |  | Giocatore        | Squadra           |
| --- |  |  | ---------------- | ----------------- |
| 16  |  |  | Hiroshi Yoshida  | Furukawa Electric |
| 12  |  |  | Akira Nishino    | Hitachi           |
| 11  |  |  | Nobuyo Fujishiro | Nippon Kokan      |
| 10  |  |  | Toshio Matsuura  | Nippon Kokan      |
| 10  |  |  | Takashi Sekizuka | Honda Motor       |
| 10  |  |  | Kōichi Kobayashi | Fujita            |
| 10  |  |  | Hiromi Hara      | Mitsubishi HI     |

| Gol |  |  | Giocatore         | Squadra             |
| --- |  |  | ----------------- | ------------------- |
| 9   |  |  | Hiroyasu Yamamoto | Matsushita Electric |
| 9   |  |  | Katsuyuki Kawachi | Mazda               |
| 7   |  |  | Hiroaki Shido     | Matsushita Electric |